# Чемпіонат Хорватії з футболу
Хорватська футбольна ліга (хорв. Hrvatska nogometna liga) — вищий дивізіон національного футбольного чемпіонату Хорватії. Ліга заснована в 1991 році. З моменту заснування ліги чемпіонами були тільки 4 клуби.

## Формат
Із сезону 2009/10 по 2011/12 в лізі брали участь 16 команд, ті, що зайняли 15 і 16 місце, вибували у Другу лігу. Із сезону 2012/13 лігу скоротили до 12 команд, а із сезону 2013/14 до десяти клубів, дев'ята команда грає в плей-оф за збереження місця в лізі, а десята вибуває до 2-ї ліги. До 2022 року вона називалася Першою хорватською футбольною лігою (хорв. Prva hrvatska nogometna liga).

## Чемпіони та призери
| Сезон   | Чемпіон | 2 місце       | 3 місце             | Найкращі бомбардири                                                  | Голи  |
| ------- | ------- | ------------- | ------------------- | -------------------------------------------------------------------- | ----- |
| 1992    | Хайдук  | Загреб        | Осієк               | Ардіан Кознику (Хайдук)                                              | 12    |
| 1992-93 | Кроація | Хайдук        | Загреб              | Горан Влаович (Кроація)                                              | 23    |
| 1993-94 | Хайдук  | Загреб        | Кроація             | Горан Влаович (Кроація)                                              | 29    |
| 1994-95 | Хайдук  | Кроація       | Осієк               | Роберт Шпехар (Осієк)                                                | 23    |
| 1995-96 | Кроація | Хайдук        | Вартекс             | Ігор Цвитанович (Кроація)                                            | 19    |
| 1996-97 | Кроація | Хайдук        | Хрватскі Драговоляц | Ігор Цвитанович (Кроація)                                            | 20    |
| 1997-98 | Кроація | Хайдук        | Осієк               | Мате Батурина (Загреб)                                               | 18    |
| 1998-99 | Кроація | Рієка         | Хайдук              | Йошка Попович (Шибеник)                                              | 21    |
| 1999-00 | Динамо  | Хайдук        | Осієк               | Томо Шокота (Динамо)                                                 | 21    |
| 2000-01 | Хайдук  | Динамо        | Осієк               | Томо Шокота (Динамо)                                                 | 20    |
| 2001-02 | Загреб  | Хайдук        | Динамо (Загреб)     | Івиця Олич (Загреб)                                                  | 21    |
| 2002-03 | Динамо  | Хайдук        | Вартекс             | Івиця Олич (Динамо)                                                  | 16    |
| 2003-04 | Хайдук  | Динамо        | Рієка               | Роберт Шпехар (Осієк)                                                | 18    |
| 2004-05 | Хайдук  | Інтер         | Загреб              | Томислав Ерцег (Рієка)                                               | 17    |
| 2005-06 | Динамо  | Рієка         | Вартекс             | Іван Бошняк (Динамо)                                                 | 22    |
| 2006-07 | Динамо  | Хайдук        | Загреб              | Едуардо (Динамо)                                                     | 34    |
| 2007-08 | Динамо  | Славен Белупо | Осієк               | Желимир Теркеш (Задар)                                               | 21    |
| 2008-09 | Динамо  | Хайдук        | Рієка               | Маріо Манджукич (Динамо)                                             | 16    |
| 2009-10 | Динамо  | Хайдук        | Цибалія             | Давор Вугринець (Загреб)                                             | 18    |
| 2010-11 | Динамо  | Хайдук        | Спліт               | Іван Крстанович (Загреб)                                             | 19    |
| 2011-12 | Динамо  | Хайдук        | Славен Белупо       | Фатос Бечирай (Динамо)                                               | 15    |
| 2012-13 | Динамо  | Локомотива    | Рієка               | Леон Бенко (Рієка)                                                   | 19    |
| 2013-14 | Динамо  | Рієка         | Хайдук              | Дує Чоп (Динамо)                                                     | 22    |
| 2014-15 | Динамо  | Рієка         | Хайдук              | Андрей Крамарич (Рієка)                                              | 21    |
| 2015-16 | Динамо  | Рієка         | Хайдук              | Ілія Несторовскі (Інтер (Запрешич)                                   | 25    |
| 2016-17 | Рієка   | Динамо        | Хайдук              | Марко Футач («Хайдук»)                                               | 18    |
| 2017-18 | Динамо  | Рієка         | Хайдук              | Ель-Арабі Гіляль Судані («Динамо»)                                   | 17    |
| 2018-19 | Динамо  | Рієка         | Осієк               | Мійо Цакташ («Хайдук»)                                               | 19    |
| 2019-20 | Динамо  | Локомотива    | Рієка               | Антоніо Чолак («Рієка») Мійо Цакташ («Хайдук») Мірко Марич («Осієк») | по 20 |
| 2020-21 | Динамо  | Осієк         | Рієка               | Рамон М'єрес («Осієк»)                                               | 22    |
| 2021-22 | Динамо  | Хайдук        | Осієк               | Марко Лівая («Хайдук»)                                               | 28    |
| 2022-23 | Динамо  | Хайдук        | Осієк               | Марко Лівая («Хайдук»)                                               | 19    |
| 2023-24 | Динамо  | Рієка         | Хайдук              | Рамон М'єрес («Осієк»)                                               | 19    |
| 2024-25 | Рієка   | Динамо        | Хайдук              | Марко Лівая («Хайдук»)                                               | 19    |

## Чемпіони за сезонами
| № | Клуб           | Чемпіонство | Сезон |
| - | -------------- | ----------- | --- |
| 1 | Динамо         | 25*         | 1992-93, 1995-96, 1996-97, 1997-98, 1998-99, 1999-00, 2002-03, 2005-06, 2006-07, 2007-08, 2008-09, 2009-10, 2010-11, 2011-12, 2012-13, 2013-14, 2014-15, 2015-16, 2017–18, 2018–19, 2019–20, 2020–21, 2021–22, 2022–23, 2023–24 |
| 2 | Хайдук (Спліт) | 6           | 1992, 1993-94, 1994-95, 2000-01, 2003-04, 2004-05 |
| 3 | Рієка          | 2           | 2016-17, 2024-25 |
| 4 | Загреб         | 1           | 2001-02 |

* У 1992—1999 рр. носив назву «Кроація» (Загреб)